# 芒基章克申 (北卡羅萊納州)
芒基章克申（英語：Monkey Junction）是位於美國北卡羅萊納州新漢諾威縣的非建制地區。

## 地理
芒基章克申所處的海拔為高於海平面13米（即43英呎），而該地所採用的時區為UTC-5，即北美东部时区（EST）。同時該地設有夏令時間，為UTC-5調快一小時，即UTC-4（EDT）。